# Autreppe (Honnelles)
Autreppe is een dorp in de Belgische provincie Henegouwen en een deelgemeente van de Waalse gemeente Honnelles. 
Autreppe ligt centraal in de gemeente, weliswaar tegen de Franse grens. In de deelgemeente ligt onder meer ook het gehucht Passe-tout-Outre. Het gemeentehuis van Honnelles is gevestigd in Autreppe.

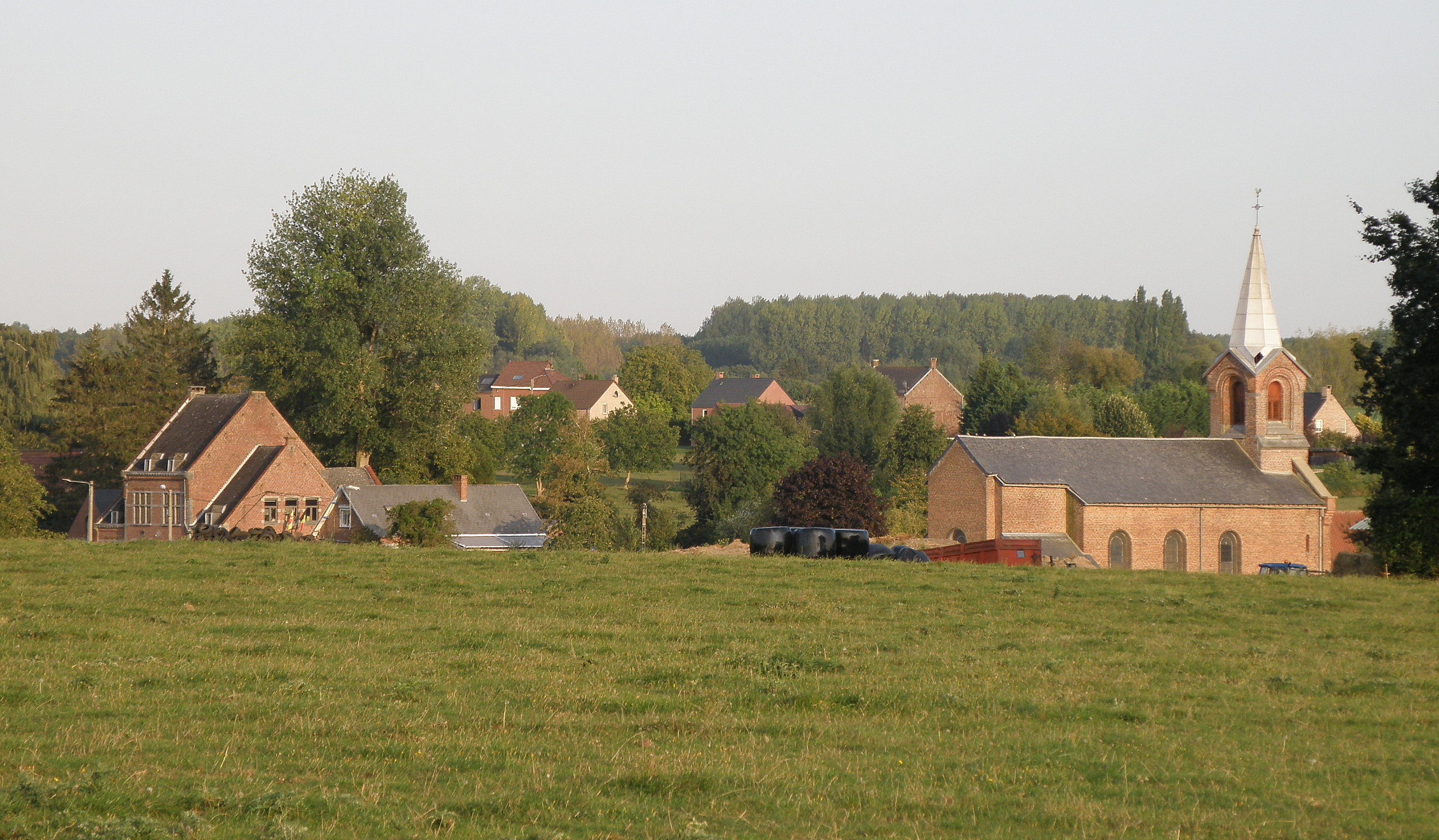
Zicht op Autreppe

## Geschiedenis
Autreppe was een zelfstandige gemeente tot de gemeentelijke fusies van 1977, toen het met negen andere gemeenten een deelgemeente werd van de nieuwe fusiegemeente Honnelles.

## Bezienswaardigheden
- De Église Saint-Louis uit 1856

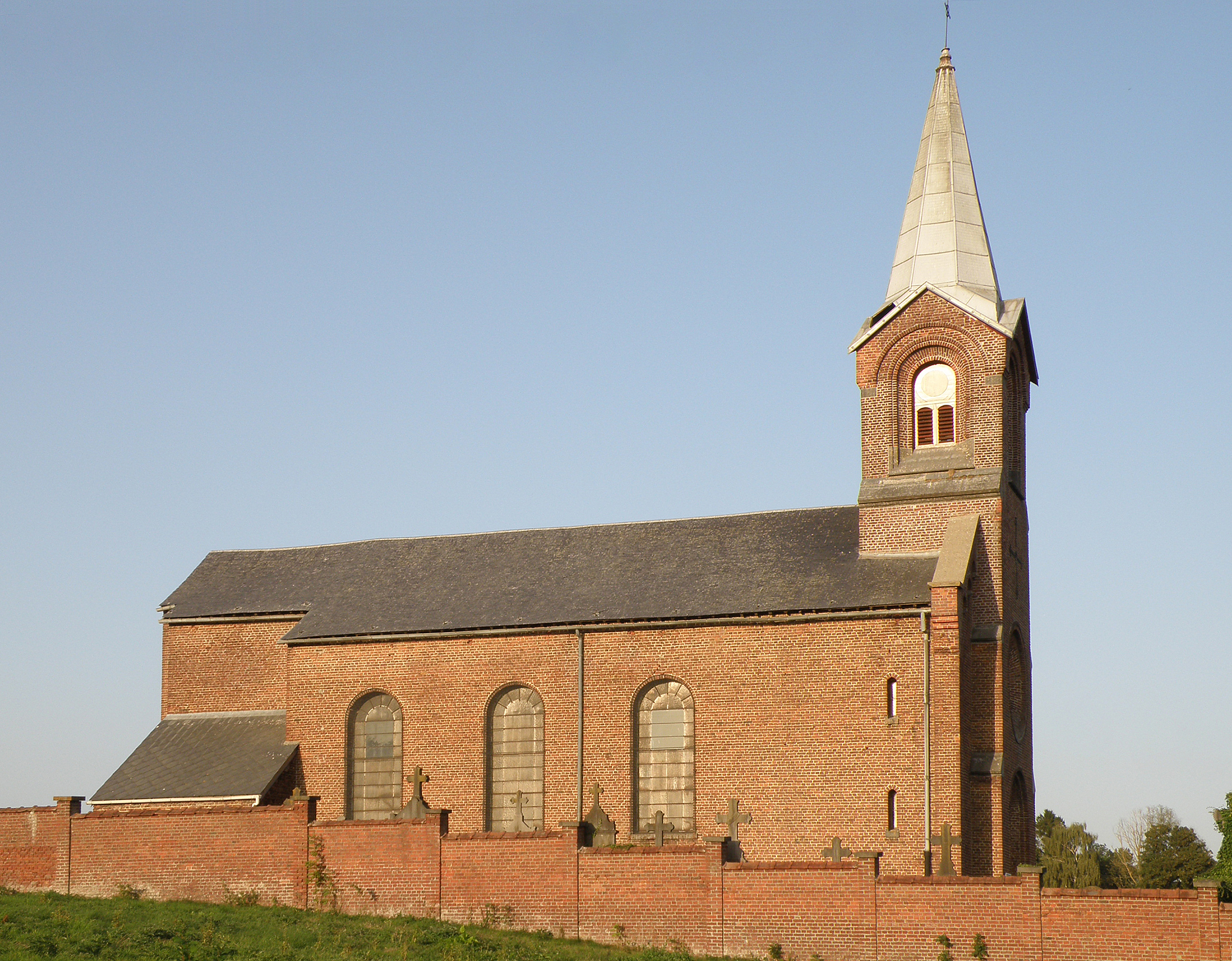
Église Saint-Louis
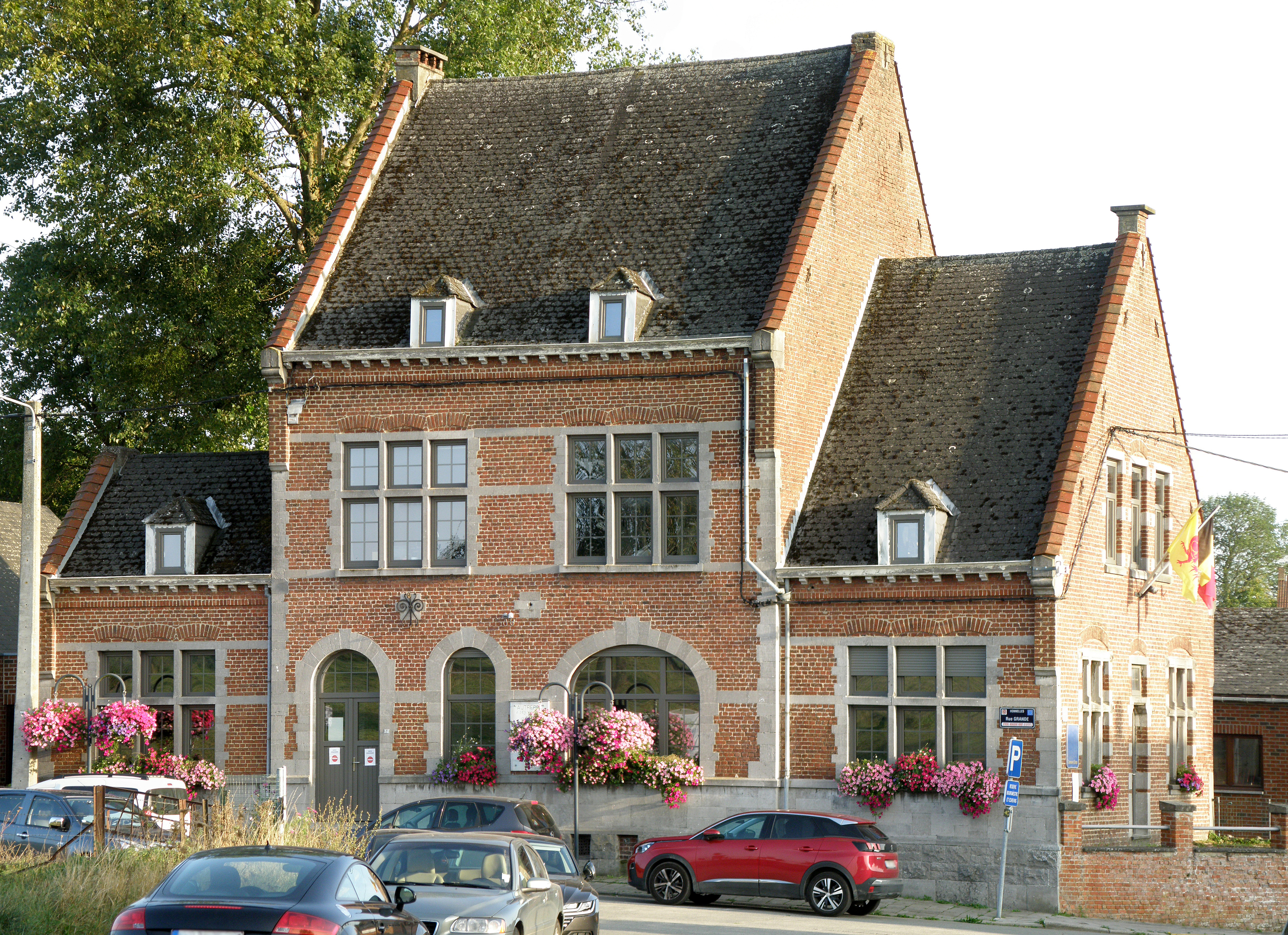
Gemeentehuis

## Demografische ontwikkeling
- Bron: NIS; Opm:1831 t/m 1970=volkstellingen; 1976=inwoneraantal op 31 december

## Politiek
Autreppe had een eigen gemeentebestuur en burgemeester tot de fusie van 1977. Burgemeesters waren:
- 1965-1976 : Albert Houzeau

## Verkeer en vervoer
Door Autreppe loopt langs de Franse grens de N555 (Rue Chevauchoir) tussen Athis en Roisin. Ten oosten loopt van zuid naar noord de Chaussée Brunehault, de oude weg van Bavay (in Frankrijk) naar Quiévrain.